# KF Llapi
El Klubi Futbollistik Llapi (Football Club Llapi),  comúnmente conocido como  Llapi,  es un  Club de fútbol  profesional con sede en Podujevo, Kosovo. El club juega en la Superliga de Kosovo,  que es el nivel más alto del fútbol en el país.

## Palmarés

### Copa de Kosovo
- Campeones (1): 2020-21

| Temporada | Ronda            | Rival         | Resultado     |
| --------- | ---------------- | ------------- | ------------- |
| 2020/2021 | Final            | KF Dukagjini  | 1:1, 4:3 pen. |
| 2019/2020 | Segunda ronda    | KF Feronikeli | 0:1           |
| 2018/2019 | Segunda ronda    | Trepça'89     | 0:2           |
| 2017/2018 | Cuartos de final | FC Prishtina  | 4:5 pen.      |
| 2016/2017 | Final            | KF Besa Pejë  | 3:5 pen.      |
| 2015/2016 | Semifinal        | FC Prishtina  | 1:4 (t.s)     |

## Participación en competiciones de la UEFA
| Competicion UEFA | Competicion UEFA                   | Competicion UEFA | Competicion UEFA | Competicion UEFA | Competicion UEFA | Competicion UEFA |
| Temporada        | Torneo                             | Ronda            | Club             | Casa             | Visita           | Global           |
| ---------------- | ---------------------------------- | ---------------- | ---------------- | ---------------- | ---------------- | ---------------- |
| 2021-22          | Liga Europa Conferencia de la UEFA | Primera Ronda    | Shkupi           | 1–1              | 0–2              | 1-3              |
| 2022-23          | Liga Europa Conferencia de la UEFA | Primera Ronda    | FK Buducnost     | 2–2              | 0–2              | 2-4              |
| 2024–25          | UEFA Europa League                 | Primera ronda    | Wisła Kraków     | 1–2              | 0–2              | 1–4              |
| 2024–25          | UEFA Conference League             | Segunda ronda    | Brøndby IF       | 2–2              | 0–6              | 2–8              |